# Chiesa dei Santi Nazario e Celso (Genova)
La chiesa dei Santi Nazario e Celso è stato un luogo di culto cattolico situato nel quartiere di Albaro nel comune di Genova, nella città metropolitana di Genova. Già parrocchiale, il titolo passò alla chiesa di San Francesco d'Albaro.

## Storia e descrizione
Una primitiva cappella sorgeva in ripa maris (sulla riva del mare), nei pressi di punta Vagno, nel luogo dove secondo la tradizione sarebbero sbarcati a Genova i due santi evangelizzatori Nazario e Celso, che qui avrebbero celebrato pubblicamente la messa, per la prima volta in Italia, nel 66 o nel 78 d.C..
Una prima chiesa sarebbe stata eretta nei primi secoli del cristianesimo, ma le prime notizie storiche risalgono al X secolo, quando un atto del 965 attesta la donazione dei giudici Pietro ed Opizzo e del diacono Giacomo di un terreno in San Nazaro ai monaci dell'abbazia di Santo Stefano (cum ecclesia sancti Nazarii cum decini et primiciis); donazione confermata nel 987 come dalla dicitura di un atto (Basilica Sancti Nazarii que fundata est prope in ripa maris in locus qui dicitur Albario ubi ad Sanctos Peregrinos dicitur, cum decimis et primiciis ad supradicta Ecclesiam pertinentibus, per fines et spacias locorum a fluvio Vesanu, usque rivo Vernazola et a via publica usque in mare). Coeva della chiesa medievale, l'attigua torre fungeva sia da campanile e probabilmente, per la sua posizione, pure d'avvistamento e allarme nel caso di incursioni piratesche.
La primitiva chiesa, a tre navate e con tre altari fu distrutta una prima volta nel 1543 dalla violenza dei marosi: il rettore si trasferì nel convento di San Francesco d'Albaro e l'anno seguente, nell'impossibilità di ricostruirla, cedette la parrocchialità alla stessa chiesa di San Francesco; San Nazario e Celso rimase in rovina per oltre un secolo. Nel 1643 venne istituita una commissione per curarne il restauro, ma fu solo nel 1658, dopo un'altra terribile mareggiata che aveva fatto crollare definitivamente quanto ne restava, i Padri del Comune approvarono finalmente la ricostruzione, portata a termine in meno di un anno. Abbandonata intorno alla metà del XVIII secolo, nella prima metà dell'Ottocento era in cattivo stato: trasformata nel 1866 in abitazione, finì definitivamente il suo tempo con l'inizio della costruzione della nuova litoranea tra la Foce e Sturla (l'odierna corso Italia.).
Trovandosi lungo il tracciato della nuova strada del quartiere di Albaro, ciò che rimaneva della chiesa dei Santi Nazario e Celso, la cui ultima ricostruzione risaliva al 1675, venne quindi demolita cercando però di salvaguardare, su consiglio e pressione dell'architetto Alfredo d'Andrade, la torre medievale che nonostante i secoli appariva in buono stato di conservazione. Scartando un ipotetico passaggio della strada più a monte della torre, poiché troppo a ridosso delle lussuose ville e residenze nobiliari, si optò per la realizzazione di due corsie separate, a monte e a mare, che di fatto avrebbero bypassato l'edificio lasciando lo stesso nel mezzo a mo' di spartitraffico; una soluzione che, se pur particolare e singolare, fu accettata dallo stesso d'Andrade. Tuttavia, e nonostante le tutele richieste dall'architetto portoghese, l'uso di esplosivo e gli scavi intorno all'area antistante la torre ne compromisero seriamente la struttura che infine venne demolita totalmente in quanto pericolante e non più recuperabile, o eventualmente "smontabile" pezzo per pezzo per una eventuale ricollocazione. Ovviamente, non essendoci più "ostacoli monumentali", i lavori di realizzazione di corso Italia proseguirono per il loro iter (1912). 
La chiesa seicentesca era ad una sola navata e della struttura originaria aveva solamente il nome. Di dimensioni ridotte rispetto alla precedente, aveva due cappelle laterali ed un coro a pianta quadrata. Il suo possente campanile era in origine una torre di avvistamento del XII secolo.